# Niklas Björnberg
Niklas Björnberg, né le 27 janvier 1758, décédé le 6 mai 1829 à Göteborg, est un industriel suédois. 

## Biographie
Il est le fils du marchand Anders Björnberg et d'Anna Margareta Hultman. Membre de la société commerciale de Göteborg en 1781, il reçoit le titre de conseiller commercial de Finlande le 1er mai 1801 ; il est directeur de la Compagnie suédoise des Indes orientales (1806-1813), membre du direktionen för Göteborgs diskont jusqu'en 1817.
Björnberg dirige un important commerce de céréales à Göteborg en liaison avec la location d'une distillerie de la couronne (kronobränneri (sv)). Au cours du boom lié au blocus continental de Napoléon Bonaparte, il élargit son activité pour inclure également les exportations de fer et de bois.  
Le blocus continental signifiait aussi que les maisons de commerce qui possédaient des produits d'épicerie tels que le sucre, le café, le thé et le tabac pouvaient gagner beaucoup d'argent. Ces marchandises ont été achetées aux États-Unis, dans les Caraïbes et ailleurs, amenées à Göteborg d'Asie de l'Est et d'autres régions sur des navires américains et transportées de Göteborg en Angleterre sur des navires plus petits après transbordement sur Fotö et d'autres îles de l'archipel.  
Après la fin du blocus continental, sa position s'est affaiblie. 
Lors du crash de l'usine sidérurgique en 1806, il acquiert Munkfors plusieurs moulins à Värmland et étend impitoyablement ses domaines pendant la faillite de Hallska. Après les guerres, sa position s'affaiblit, mais pendant de nombreuses années, il a été l'homme le plus imposé de Göteborg. 
Après son décès, la succession a été déclarée en faillite, mais les actifs couvraient les dettes. 

## Sources
- Dictionnaire suédois, Malmö, 1939.
- Erik Naumann, « Niklas Björnberg », Svenskt biografiskt lexikon, 1924.